# Volta à Suíça de 2016
A 80.ª edição da competição ciclista Volta à Suíça celebrou-se na Suíça entre 11 e 19 de junho de 2016 sobre um percurso de 1167,2  quilómetros. Começando em Baar e finalizando na cidade de Davos.
Fez parte do UCI WorldTour de 2016, sendo a décima-sétima competição do calendário de máxima categoria mundial.
A corrida foi vencida pelo corredor colombiano Miguel Ángel López da equipa Astana Pro Team, em segundo lugar Íon Izagirre (Movistar Team) e em terceiro lugar Warren Barguil (Team Giant-Alpecin).
Nas classificações secundárias impuseram-se Maximiliano Richeze (pontos), Antwan Tolhoek (montanha)  e Katusha (equipas).

## Equipas participantes
Tomaram parte na corrida 22 equipas: os 18 de categoria UCI ProTeam (ao ter assegurada e ser obrigatória sua participação), mais 4 de categoria Profissional Continental convidados pela organização. Formando assim um pelotão de 176 corredores, de 8 ciclistas a cada equipa, dos que acabaram 126.
| Equipes WorldTeam (18)- AG2R La Mondiale - Astana - BMC Racing Team - Cannondale - Dimension Data - Etixx-Quick Step - FDJ - Giant-Alpecin - IAM Cycling - Katusha - Lampre-Merida - Lotto-Soudal - Lotto NL-Jumbo - Movistar Team - Orica-GreenEDGE - Sky - Tinkoff - Trek-Segafredo Equipes profissionais Continentais (4)- CCC Sprandi Polkowice - Roompot-Oranje Peloton - Team Roth - Verva ActiveJet |
| |

## Etapas
A Volta à Suíça dispôs de um prólogo e oito etapas para um percurso total de 1167,2 quilómetros.
| Etapa | Data    | Percurso                        | type                      | Distância (km) | Vencedor            | Líder geral        |
| ----- | ------- | ------------------------------- | ------------------------- | -------------- | ------------------- | ------------------ |
| 1     | 11 jun. | Baar – Baar                     | prólogo                   | 6,4            | Fabian Cancellara   | Fabian Cancellara  |
| 2     | 12 jun. | Baar – Baar                     | média montanha            | 187,6          | Peter Sagan         | Jürgen Roelandts   |
| 3     | 13 jun. | Grosswangen – Rheinfelden       | etapa plana               | 192,6          | Peter Sagan         | Peter Sagan        |
| 4     | 14 jun. | Rheinfelden – Champagne (Suíça) | etapa plana               | 193            | Maximiliano Richeze | Peter Sagan        |
| 5     | 15 jun. | Briga-Glis – Carì               | alta montanha             | 126,4          | Darwin Atapuma      | Pierre Latour      |
| 6     | 16 jun. | Weesen – Amden                  | média montanha            | 162,8          | Pieter Weening      | Wilco Kelderman    |
| 7     | 17 jun. | Arbon – Sölden (Áustria)        | alta montanha             | 224,3          | Tejay van Garderen  | Warren Barguil     |
| 8     | 18 jun. | Davos – Davos                   | contrarrelógio individual | 16,8           | Ion Izagirre        | Miguel Ángel López |
| 9     | 19 jun. | La Punt Chamues-ch – Davos      | alta montanha             | 57             | Jarlinson Pantano   | Miguel Ángel López |

## Classificações finais
- As classificações finalizaram da seguinte forma:[4][5]

### Classificação geral
| Posição | Ciclista           | Equipa                 | Tempo            |
| ------- | ------------------ | ---------------------- | ---------------- |
|         | Miguel Ángel López | Astana                 | 30 h 55 min 58 s |
| 2.º     | Íon Izagirre       | Movistar               | a 12 s           |
| 3.º     | Warren Barguil     | Giant-Alpecin          | a 18 s           |
| 4.º     | Jarlinson Pantano  | IAM Cycling            | a 42 s           |
| 5.º     | Andrew Talansky    | Cannondale Pro Cycling | a 1 min 04 s     |
| 6.º     | Tejay van Garderen | BMC Racing             | a 1 min 26 s     |
| 7.º     | Rui Costa          | Lampre-Merida          | a 2 min 09 s     |
| 8.º     | Wilco Kelderman    | LottoNL-Jumbo          | a 2 min 38 s     |
| 9.º     | Simon Špilak       | Katusha                | a 2 min 48 s     |
| 10.º    | Serguéi Chernetski | Katusha                | a 5 min 08 s     |

### Classificação da montanha
| Posição | Ciclista           | Equipa                 | Pontos |
| ------- | ------------------ | ---------------------- | ------ |
|         | Antwan Tolhoek     | Roompot Oranje Peloton | 104    |
| 2.º     | Pieter Weening     | Roompot Oranje Peloton | 50     |
| 3.º     | Darwin Atapuma     | BMC Racing             | 42     |
| 4.º     | Tejay van Garderen | BMC Racing             | 39     |
| 5.º     | Miguel Ángel López | Astana Pro             | 30     |

### Classificação por pontos
| Posição | Ciclista            | Equipa           | Pontos |
| ------- | ------------------- | ---------------- | ------ |
|         | Maximiliano Richeze | Etixx-Quick Step | 56     |
| 2.º     | Peter Sagan         | Tinkoff          | 26     |
| 3.º     | Miguel Ángel López  | Astana Pró       | 20     |
| 4.º     | Íon Izagirre        | Movistar         | 18     |
| 5.º     | Iljo Keisse         | Etixx-Quick Step | 18     |

### Classificação do melhor suíço
| Posição | Ciclista       | Equipa      | Tempo            |
| ------- | -------------- | ----------- | ---------------- |
|         | Martin Elmiger | IAM Cycling | 31 h 23 min 03 s |
| 2.º     | Michael Schär  | BMC Racing  | a 5 min 00 s     |
| 3.º     | Danilo Wyss    | BMC Racing  | a 10 min 36 s    |

### Classificação por equipas
| Posição | Equipa     | Tempo            |
| ------- | ---------- | ---------------- |
|         | Katusha    | 93 h 12 min 34 s |
| 2.º     | Movistar   | a 4 min 53 s     |
| 3.º     | BMC Racing | a 7 min 33 s     |

## Evolução das classificações
| Etapa (Vencedor)                | Classificação geral | Classificação da montanha | Classificação por pontos | Classificação do melhor suíço | Classificação por equipas |
| ------------------------------- | ------------------- | ------------------------- | ------------------------ | ----------------------------- | ------------------------- |
| 1.ª etapa (Fabian Cancellara)   | Fabian Cancellara   | não se entregou           | Fabian Cancellara        | Fabian Cancellara             | Lotto Soudal              |
| 2.ª etapa (Peter Sagan)         | Jürgen Roelandts    | Matthias Krizek           | Fabian Cancellara        | Fabian Cancellara             | Lotto Soudal              |
| 3.ª etapa (Peter Sagan)         | Peter Sagan         | Antwan Tolhoek            | Peter Sagan              | Silvan Dillier                | Lotto Soudal              |
| 4.ª etapa (Maximiliano Richeze) | Peter Sagan         | Antwan Tolhoek            | Peter Sagan              | Silvan Dillier                | Lotto Soudal              |
| 5.ª etapa (Darwin Atapuma)      | Pierre-Roger Latour | Antwan Tolhoek            | Peter Sagan              | Mathias Frank                 | Sky                       |
| 6.ª etapa (Pieter Weening)      | Wilco Kelderman     | Antwan Tolhoek            | Maximiliano Richeze      | Martin Elmiger                | Lotto Soudal              |
| 7.ª etapa (Tejay van Garderen)  | Warren Barguil      | Antwan Tolhoek            | Maximiliano Richeze      | Martin Elmiger                | Katusha                   |
| 8.ª etapa (CRI) (Íon Izagirre)  | Miguel Ángel López  | Antwan Tolhoek            | Maximiliano Richeze      | Martin Elmiger                | Katusha                   |
| 9.ª etapa (Jarlinson Pantano)   | Miguel Ángel López  | Antwan Tolhoek            | Maximiliano Richeze      | Martin Elmiger                | Katusha                   |
| Final                           | Miguel Ángel López  | Antwan Tolhoek            | Maximiliano Richeze      | Martin Elmiger                | Katusha                   |

## UCI World Tour
A Volta à Suíça outorga pontos para o UCI WorldTour de 2016 para corredores de equipas nas categorias UCI ProTeam, Profissional Continental e Equipas Continentais. A seguinte tabela corresponde ao barómetro de pontuação:
| Posição             | 1.ª | 2.ª | 3.ª | 4.ª | 5.ª | 6.ª | 7.ª | 8.ª | 9.ª | 10.ª |
| Classificação geral | 100 | 80  | 70  | 60  | 50  | 40  | 30  | 20  | 10  | 4    |
| Por etapa           | 6   | 4   | 2   | 1   | 1   |     |     |     |     |      |

| Classificação | Classificação      | Classificação      | Classificação | Classificação | Classificação |
| Posição       | Ciclista           | Equipa             | Geral         | Etapa         | Total         |
| ------------- | ------------------ | ------------------ | ------------- | ------------- | ------------- |
| 1.º           | Miguel Ángel López | Astana             | 100           | 9             | 109           |
| 2.º           | Íon Izagirre       | Movistar Team      | 80            | 9             | 89            |
| 3.º           | Warren Barguil     | Team Giant-Alpecin | 70            | 6             | 76            |
| 4.º           | Jarlinson Pantano  | IAM Cycling        | 60            | 7             | 67            |
| 5.º           | Andrew Talansky    | Cannondale         | 50            | 2             | 52            |
| 6.º           | Tejay van Garderen | BMC Racing Team    | 40            | 8             | 48            |
| 7.º           | Rui Costa          | Lampre-Merida      | 30            | -             | 30            |
| 8.º           | Wilco Kelderman    | Team LottoNL-Jumbo | 20            | 3             | 23            |
| 9.º           | Simon Špilak       | Team Katusha       | 10            | -             | 10            |
| 10.º          | Serguéi Chernetski | Team Katusha       | 4             | 4             | 8             |

Ademais, também outorgou pontos para o UCI World Ranking (classificação global de todas as corridas internacionais).
| Posição             | 1.º | 2.º | 3.º | 4.º | 5.º | 6.º | 7.º | 8.º | 9.º | 10.º |
| Classificação geral | 500 | 400 | 325 | 275 | 225 | 175 | 150 | 125 | 100 | 85   |
| Por etapa           | 60  | 25  | 10  |     |     |     |     |     |     |      |
| Líder               | 10  |     |     |     |     |     |     |     |     |      |

| Classificação | Classificação       | Classificação      | Classificação | Classificação | Classificação | Classificação |
| Posição       | Ciclista            | Equipa             | Geral         | Etapa         | Líder         | Total         |
| ------------- | ------------------- | ------------------ | ------------- | ------------- | ------------- | ------------- |
| 1.º           | Miguel Ángel López  | Astana             | 500           | 50            | 10            | 560           |
| 2.º           | Íon Izagirre        | Movistar Team      | 400           | 70            | -             | 470           |
| 3.º           | Warren Barguil      | Team Giant-Alpecin | 325           | 35            | 10            | 370           |
| 4.º           | Jarlinson Pantano   | IAM Cycling        | 275           | 60            | -             | 335           |
| 5.º           | Andrew Talansky     | Cannondale         | 225           | -             | -             | 225           |
| 6.º           | Tejay van Garderen  | BMC Racing Team    | 175           | 60            | -             | 235           |
| 7.º           | Rui Costa           | Lampre-Merida      | 150           | -             | -             | 150           |
| 8.º           | Peter Sagan         | Tinkoff            | -             | 130           | 20            | 150           |
| 9.º           | Wilco Kelderman     | Team LottoNL-Jumbo | 125           | -             | 10            | 135           |
| 10.º          | Maximiliano Richeze | Etixx-Quick Step   | -             | 110           | -             | 110           |